# Montes Huang
Los montes Huang o Huangshan (en chino, 黄山; pinyin, Huáng Shān; literalmente, ‘montañas amarillas’) son una cadena de montañas situada al sur de la provincia china de Anhui. Desde el año 1990 está considerada como Patrimonio de la Humanidad por la Unesco. La zona es conocida por la belleza de sus picos de granito, por sus bosques de coníferas y por la vista que ofrecen las nubes en lo alto. Las montañas han servido de modelo a numerosos pintores.

## Orografía
La cordillera incluye numerosos picos, 77 de los cuales superan los 1000 metros de altura. El más alto es el Pico del loto (Lian Hua Feng) de 1.864 metros, seguido del Pico de la Cumbre Brillante (Guang Ming Ding) de 1.840 metros y del Pico celestial (Tian Du Feng) de 1.829 metros. La zona considerada como Patrimonio de la Humanidad ocupa un área total de 154 km².
Las montañas se formaron durante el periodo mesozoico, hace unos 100 millones de años, al desaparecer un antiguo mar por culpa de la elevación del terreno. Durante el periodo cuaternario, el terreno se vio modificado por la acción de los glaciares. A partir de la dinastía Qin se las conoció como Yi Shan. Su nombre actual se lo dio en el año 747 el poeta Li Po que las llamó por ese nombre en sus escritos.
La vegetación depende de la altitud de la zona: por debajo de los 1.100 metros se encuentran bosques húmedos; desde ahí hasta los 1800, bosques de hoja caduca; y por encima de esa altura, la vegetación es alpina. La flora es también muy variada. Un tercio de las familias de Bryophyta de China están representadas en la región.
La zona tiene numerosas fuentes de aguas termales situadas sobre todo en la base del Pico de la nube púrpura. El agua mantiene una temperatura de 45 °C durante todo el año. También se encuentran numerosas piscinas naturales concentradas en el área de Songgu. 
Los montes Aleluya de la película Avatar (2009) están inspirados en ellos.